# Teoklit (Passalis)
Teoklit, imię świeckie Thomas Passalís (ur. 1932 w Kyparission Grevena) – grecki duchowny prawosławny, od 2000 metropolita Floriny, Prespy i Eordei.

## Życiorys
Święcenia prezbiteratu przyjął w 1968 r. W 2000 r. otrzymał chirotonię biskupią.